# لیونل پلومنل
لیونل پلومنل (فرانسوی: Lionel Plumenail‎؛ زادهٔ ۲۲ ژانویهٔ ۱۹۶۷) شمشیرباز اهل فرانسه است.
وی در مسابقات کشوری و بین‌المللی در مجموع برندهٔ ۱ مدال طلا، ۱ مدال نقره شده‌است.